# Katalin Varga
Pour plus de détails, voir Fiche technique et Distribution.
Katalin Varga est un film britannico-roumain réalisé par Peter Strickland et sorti en 2009.

## Synopsis
Une femme, Katalin Varga, est chassée de sa maison et de son village par son mari. Elle doit aussi emmener leur fils Orban.
Commence un voyage, de plus en plus mystérieux, pour rejoindre la grand-mère malade — c'est le prétexte donné par Katalin à son fils — mais, « ne remerciez jamais qui vous indique la route de Jadszereda » leur dit-on sur le chemin...

## Fiche technique
- Titre original : Katalin Varga
- Réalisation : Peter Strickland
- Scénario : Peter Strickland
- Photographie : Márk Györi
- Chef-opérateur : András Szöke
- Assistant chef-opérateur : Csaba Ványolós
- Son : Zoltán Karaszek
- Assistant son : Dezsö Galfi
- Musique : Steven Stapleton, Geoff Cox
- Création sonore : György Kovács, Gábor Erdély, Tamás Székely
- Effets : Tim Kirby
- Montage : Mátyás Fekete
- Assistants-réalisateurs : Anikó Bordos, Zsolt Páll
- Pays d’origine : Roumanie/Grande-Bretagne/Hongrie
- Année : 2008
- Producteur : Tudor Giurgiu
- Coproducteurs : Oana Giurgiu, Peter Strickland
- Sociétés de production : Ross Sanders Production International, Libra Film
- Tournage : 2005 en Transylvanie
- Langues : roumain - hongrois
- Genre : Drame et thriller
- Durée : 84 minutes
- Dates de sortie :
  - France : 7 octobre 2009
  - Royaume-Uni : 9 octobre 2009

## Distribution
- Hilda Péter : Katalin Varga
- Norbert Tankó : Orbán Varga
- László Mátray : Zsigmond Varga
- Roberto Giacomello : Gergely
- Tibor Pálffy : Antal Borlan
- Melinda Kántor : Etelka Borlan
- Sebastian Marina : Gergelys Schwager
- Attila Kozma : Komplize
- Enikö Szabó : Zsuzsa
- Zsolt Páll : Geflügelhändler
- Fatma Mohamed : l'épouse

## Distinctions
- Festival du film de Berlin 2009 : Ours d'Argent de la meilleure contribution artistique dans la catégorie meilleur son pour György Kovács, Gábor Erdély et Tamás Székely
- Prix Fassbinder de la découverte cinématographique européenne de l'année 2009 (récompense décernée chaque année par l'Académie européenne du cinéma)
- Evening Standard British Film Awards 2010 : Peter Strickland, révélation de l'année
- Festival international du film RiverRun : meilleur film 2010

## Autour du film
- À propos du réalisateur :

Naissance à Reading (Grande-Bretagne) en 1973. Il a réalisé quelques courts métrages dont Bubblegum, invité à la Berlinale 1997. Katalin Varga est son premier long métrage.
Il a fondé en 1996, avec des amis, « The Sonic Catering Band » qui se fait un nom dans le body pop[Quoi ?], la sound poetry (poésie sonore) et des excursions entomologiques et acoustiques. 
Le son a une grande importance pour Peter Strickland. Il apprécie le travail de Luc Ferrari, Alan Splet (responsable du son pour plusieurs films de David Lynch), Brian Wilson, Chris Watson (Cabaret Voltaire, The Hafler Trio).
Il apprécie le cinéma de Herzog, Tarkovski, Paradjanov.
- À propos du film :

C'est grâce à un héritage familial que Peter Strickland a pu entreprendre son film : 30 000 euros pouvait lui permettre de tourner. 
Le film a été tourné en Transylvanie et a nécessité beaucoup de repérages et de rencontres. Le réalisateur tenait à cette méthode par souci d'authenticité et de respect des traditions locales, mais aussi pour des raisons économiques (beaucoup de préparation pour limiter le temps de tournage).
Le tournage s'est effectué en 2005 et en 17 jours avec une équipe très réduite et des acteurs de théâtres locaux.
Deux ans et demi ont été nécessaires, faute d'argent, pour la post-production ! De plus, il a fallu post-synchroniser notamment le rôle d'Orban (le fils) dont la voix avait mué. Le travail sonore s'est fait l'été 2008 avec notamment György Kovács et Gábor ifj. Erdélyi, collaborateurs du cinéaste hongrois Béla Tarr. 
Le film est sélectionné pour la Berlinale 2009 et récompensé.